# Stevenscamelus
Stevenscamelus — вимерлий рід родини Camelidae. Рід містить такі види: Stevenscamelus franki. Скам'янілості виявлено в США (Техас) — всього 2 колекції.